# Тестархой
Тийста, Тестархой (чечен. ТӀиста, ТӀийста) — покинутое село в Галанчожском районе Чеченской Республики. Входит в Хайбахское сельское поселение.

## География
Расположено на левом берегу реки Гехи, к северо-востоку от районного центра Галанчож.
Ближайшие населённые пункты: на юго-западе — Корги, Кирбичу и Хайбах, на северо-востоке — Мушечу и Хоч-Коч, на юго-востоке — Хилой.

## История
В Грозненском округе Терской области Тестархой входил в состав Хайбахского старшинства. В 1874 году в селении проживало 30 человек, в 1883 году — 48 человек.
Аул Тестархой ликвидирован в 1944 году во время депортации чеченцев. После восстановления Чечено-Ингушской АССР чеченцам было запрещено возвращаться в свои исконные районы: Галанчожский, Шатойский и Итум-Калинский.
В ауле имеется башенный комплекс Тестархой.

## Микротопонимия
- Варзиг гӀала,
- Йистарш,
- ТӀула коьрта,
- TIepa йистарш,
- Боккха бийр,
- Хьойхе,
- ТӀиста цоган,
- Эрм тӀаьхьашка,
- Эрм хьойхе,
- Къем сам,
- Эльт кога,
- ЖӀоврах кога,
- ЖӀоврах дукъ,
- Бошун,
- Чолкъе цана,
- Боккха бийрчу,
- Доккха кха,
- Жима кха,
- Буркал,
- Бассар хьост,
- Лохара хьост,
- Эрм дукъ,
- Хьера басо,
- Ӏаннаш коча,
- ХуртӀа, Хурдукъ,
- Малхан тӀаьхьашка,
- Черчийн дукъ,
- Кура хи,
- Сийна бийра,
- Кай бийра,
- Парабийн гӀала,
- Дехьара гӀала,
- Бутана тӀай тиллина меттиг,
- Тишулла,
- Тамболта хьех,
- ЭрбантӀа,
- Парах тӀай,
- Тайша Ӏоме,
- РагӀчу юккъе[10].